# Vicariato apostolico di Puerto Ayacucho
Il vicariato apostolico di Puerto Ayacucho (in latino Vicariatus Apostolicus Portus Ayacuquensis) è una sede della Chiesa cattolica in Venezuela immediatamente soggetta alla Santa Sede. Nel 2022 contava 185.260 battezzati su 260.100 abitanti. È retto dal vescovo Jonny Eduardo Reyes Sequera, S.D.B.

## Territorio
Il vicariato apostolico comprende lo stato venezuelano di Amazonas.
Sede del vicariato è la città di Puerto Ayacucho, dove si trova la cattedrale di Santa Maria Ausiliatrice.
Il territorio è suddiviso in 12 parrocchie.

## Storia
La prefettura apostolica dell'Alto Orinoco fu eretta il 5 febbraio 1932 con il decreto Quo melius della Sacra Congregazione Concistoriale, ricavandone il territorio dalla diocesi di Santo Tomás de Guayana (oggi arcidiocesi di Ciudad Bolívar).
Il 7 maggio 1953 per effetto della bolla Nulla maiore di papa Pio XII la prefettura apostolica è stata elevata a vicariato apostolico e ha assunto il nome attuale.

## Cronotassi dei vescovi
Si omettono i periodi di sede vacante non superiori ai 2 anni o non storicamente accertati.
- Enrico de Ferrari, S.D.B. † (14 novembre 1932 - 3 agosto 1945 deceduto)
- Cosma Alterio, S.D.B. † (31 gennaio 1947 - 21 agosto 1950 dimesso)
- Segundo García Fernández, S.D.B. † (21 agosto 1950 - 5 ottobre 1974 dimesso)
- Enzo Ceccarelli Catraro, S.D.B. † (5 ottobre 1974 - 23 ottobre 1989 dimesso)
- Antonio Ignacio Velasco García, S.D.B. † (23 ottobre 1989 - 27 maggio 1995 nominato arcivescovo di Caracas)
- José Ángel Divassón Cilveti, S.D.B. (23 febbraio 1996 - 14 ottobre 2015 ritirato)
- Jonny Eduardo Reyes Sequera, S.D.B., dal 14 ottobre 2015

## Statistiche
Il vicariato apostolico nel 2022 su una popolazione di 260.100 persone contava 185.260 battezzati, corrispondenti al 71,2% del totale.
| anno | popolazione | popolazione | popolazione | presbiteri | presbiteri | presbiteri | presbiteri                | diaconi | religiosi | religiosi | parrocchie |
| anno | battezzati  | totale      | %           | numero     | secolari   | regolari   | battezzati per presbitero | diaconi | uomini    | donne     | parrocchie |
| ---- | ----------- | ----------- | ----------- | ---------- | ---------- | ---------- | ------------------------- | ------- | --------- | --------- | ---------- |
| 1950 | 8.000       | 23.000      | 34,8        | 10         |            | 10         | 800                       |         | 15        | 4         | 3          |
| 1965 | ?           | ?           | ?           | 17         |            | 17         | ?                         |         | 31        | 16        | 7          |
| 1970 | 14.500      | 30.000      | 48,3        | 18         |            | 18         | 805                       |         | 26        | 24        |            |
| 1976 | 18.250      | 29.500      | 61,9        | 23         |            | 23         | 793                       |         | 32        | 26        | 7          |
| 1980 | 21.500      | 36.100      | 59,6        | 23         |            | 23         | 934                       |         | 32        | 33        | 7          |
| 1990 | 44.800      | 78.000      | 57,4        | 24         |            | 24         | 1.866                     |         | 32        | 47        | 10         |
| 1999 | 100.000     | 150.000     | 66,7        | 25         |            | 25         | 4.000                     |         | 30        | 52        | 9          |
| 2000 | 110.000     | 160.000     | 68,8        | 25         |            | 25         | 4.400                     |         | 29        | 47        | 9          |
| 2001 | 115.000     | 170.000     | 67,6        | 25         | 2          | 23         | 4.600                     |         | 25        | 45        | 9          |
| 2002 | 120.000     | 185.000     | 64,9        | 27         | 2          | 25         | 4.444                     |         | 28        | 47        | 9          |
| 2003 | 120.000     | 180.000     | 66,7        | 26         | 2          | 24         | 4.615                     |         | 28        | 46        | 9          |
| 2004 | 150.000     | 200.000     | 75,0        | 27         | 4          | 23         | 5.555                     | 4       | 25        | 46        | 9          |
| 2010 | 167.000     | 219.000     | 76,3        | 29         | 4          | 25         | 5.758                     | 3       | 29        | 40        | 12         |
| 2014 | 177.000     | 231.000     | 76,6        | 29         | 6          | 23         | 6.103                     | 3       | 28        | 40        | 13         |
| 2017 | 172.270     | 243.200     | 70,8        | 29         | 9          | 20         | 5.940                     | 2       | 23        | 30        | 12         |
| 2020 | 179.900     | 252.500     | 71,2        | 26         | 9          | 17         | 6.919                     | 2       | 18        | 30        | 13         |
| 2022 | 185.260     | 260.100     | 71,2        | 22         | 9          | 13         | 8.420                     | 2       | 19        | 28        | 13         |